# Aulonothroscus striatus
Aulonothroscus striatus is een keversoort uit de familie dwergkniptorren (Throscidae). De wetenschappelijke naam van de soort werd in 1895 gepubliceerd door Edmond Fleutiaux.